# Dolichocephala ocellata
Dolichocephala ocellata är en tvåvingeart som först beskrevs av Costa 1854.  Dolichocephala ocellata ingår i släktet Dolichocephala och familjen dansflugor. Arten har ej påträffats i Sverige. Inga underarter finns listade i Catalogue of Life.